# 경제 관계 강화 협정
오스트레일리아-뉴질랜드 경제 관계 강화 무역 협정(영어: Australia–New Zealand Closer Economic Relations Trade Agreement), 흔히 경제 관계 강화 협정(CER)으로 알려진 이 협정은 오스트레일리아와 뉴질랜드 간의 자유 무역 협정이다. 이 협정은 1983년 1월 1일에 발효되었지만, 실제 조약 서명은 1983년 3월 28일 오스트레일리아의 리오넬 보웬 부총리 겸 무역부 장관과 로리 프랜시스 뉴질랜드 고등판무관에 의해 오스트레일리아 캔버라에서 이루어졌다. 이 자유 무역 협정은 오스트레일리아와 뉴질랜드 사이의 관계를 증진시킨 이정표로 평가받고 있다.
이 협정은 1965년 8월 31일에 체결되어 1966년 1월 1일에 발효된 이전의 뉴질랜드-오스트레일리아 자유 무역 협정(NAFTA)을 기반으로 하고 있다. 하지만 이 협정은 관세와 무역 제한의 80%를 없앴음에도 불구하고 지나치게 복잡하고 관료적이라는 평가를 받았다. 이에 따라 1980년 3월, 양국의 총리는 "더욱 긴밀한 경제 관계"를 수립할 것을 요구하는 공동 성명을 발표했다.
이 협정은 다음과 같은 사항도 포함하고 있다.
- 한 국가에서 법적으로 판매 가능한 제품은 다른 국가에서도 판매 가능
- 양국 간의 학위 상호 인정 (의사와 같은 일부 예외 포함)
- 서비스 제공 회사는 두 국가에서 서비스를 제공할 수 있음 (항공 운송과 같은 일부 예외 포함).

## 같이 보기
- 트랜스태즈먼 여행 합의